# Arthur Leonard Schawlow
Arthur Leonard Schawlow (5 tháng 5 năm 1921 - 28 tháng 4 năm 1999) là một nhà vật lý người Mỹ. Ông đã chia sẻ giải Nobel Vật lý năm 1981 với Nicolaas Bloembergen và Kai Siegbahn cho công trình của ông về laser.

## Tiểu sử
Schawlow sinh ra ở Mount Vernon, New York. Mẹ của ông, Helen (Mason), đến từ Canada, và cha của ông, Arthur Schawlow, là một người nhập cư Do Thái từ Riga, sau đó là Đế chế Nga (nay là Latvia, Schawlow được nuôi dạy theo đạo Tin Lành của mẹ ông). Khi Arthur ba tuổi, họ chuyển đến Toronto, Ontario, Canada.
Năm 16 tuổi, anh tốt nghiệp trường trung học Vaughan Road Academy (sau đó là Học viện Vaughan Collegiate Institute), và nhận học bổng khoa học tại Đại học Toronto (Victoria College). Sau khi lấy bằng cử nhân, Schawlow tiếp tục học tại trường đại học Toronto bị gián đoạn do Thế chiến II. Khi kết thúc chiến tranh, ông bắt đầu nghiên cứu tiến sĩ tại trường U với giáo sư Malcolm Crawford. Sau đó, ông đã có một vị trí sau tiến sĩ với Charles Townes tại khoa vật lý của Đại học Columbia vào mùa thu năm 1949.
Năm 1951, ông kết hôn với Aurelia Townes, em gái của nhà vật lí Charles Hard Townes, cùng với nhau, họ có ba đứa con; Arthur Jr., Helen, và Edith. Arthur Jr. bị mắc chứng tự kỷ, với khả năng nói rất ít.
Ông tự cho mình là một Cơ đốc nhân Tin Lành chính thống và tham dự một nhà thờ Methodist.
Ông đã tiếp nhận một vị trí tại Bell Labs vào cuối năm 1951. Ông rời năm 1961 để gia nhập giảng viên tại Đại học Stanford như là một giáo sư. Ông vẫn cho đến khi ông nghỉ hưu vào chức vụ danh dự vào năm 1996.
Schawlow và Giáo sư Robert Hofstadter tại Stanford, người cũng có một đứa trẻ tự kỷ, đã hợp tác để giúp đỡ lẫn nhau tìm ra giải pháp cho tình trạng này. Arthur Jr. được đưa vào một trung tâm đặc biệt dành cho những người mắc chứng tự kỷ, và sau đó, Schawlow đã cùng nhau tổ chức một trung tâm để chăm sóc những người tự kỷ ở Paradise, California. Năm 1999, nó được đặt tên là Trung tâm Arthur Schawlow, ngay trước khi ông qua đời vào ngày 29 tháng 4 năm 1999.
Schawlow là một promoter của phương pháp gây tranh cãi tạo điều kiện giao tiếp với bệnh nhân tự kỷ.
Mặc dù nghiên cứu của ông tập trung vào quang học, đặc biệt là laser và việc sử dụng chúng trong quang phổ, ông cũng theo đuổi các cuộc điều tra trong các lĩnh vực về tính siêu dẫn và cộng hưởng hạt nhân. Schawlow chia sẻ giải Nobel năm 1981 về Vật lý với Nicolaas Bloembergen và Kai Siegbahn vì những đóng góp của họ cho sự phát triển quang phổ laser.
Schawlow đồng tác giả Quang phổ Lò vi sóng (1955) với Charles Townes. Cũng với Townes, Schawlow đã chuẩn bị một cuộc tranh luận nhiều bởi Gordon Gould, bằng sáng chế bằng laser do Bell Labs đưa ra vào năm 1958.
Năm 1991, Tập đoàn NEC và Hiệp hội Vật lý Hoa Kỳ đã thiết lập một giải thưởng: Giải Arthur L. Schawlow về Khoa học Laser. Giải thưởng được trao hàng năm cho "những ứng cử viên có những đóng góp xuất sắc cho nghiên cứu cơ bản sử dụng laser."
Schawlow chết vì bệnh bạch cầu ở Palo Alto, California.